# Leonor de Hesse-Rotemburgo
Leonor Filipina Cristina Sofia de Hesse-Rheinfels-Rotemburgo (em alemão:  Eleonore Philippina Christina Sophia; Castelo de Rotemburgo, 17 de outubro de 1712 – Neuburgo do Danúbio, 23 de maio de 1759)  foi uma nobre alemã. Ela foi condessa palatina de Sulzbach como a segunda esposa de João Cristiano do Palatinado-Sulzbach.

## Família
Leonor foi a quarta filha e sétima criança nascida do conde Ernesto Leopoldo de Hesse-Rotemburgo e de Leonor de Löwenstein-Wertheim-Rochefort.
Os seus avós paternos eram Guilherme I, Conde de Hesse-Rotemburgo e Maria Ana de Löwenstein-Wertheim-Rochefort. Os seus avós maternos eram Maximiliano Carlos, Príncipe de Löwenstein-Wertheim-Rochefort e Maria Polixena Khuen de Lichtenberg e Belasi. A sua avó paterna, Maria Ana, e o seu avô materno, Maximiliano Carlos, eram irmãos, sendo ambos filhos de Fernando Carlos, Conde de Löwenstein-Wertheim-Rochefort e de Ana Maria, Condessa de Fürstenberg-Heiligenberg, o que fazia dos pais de Leonor primos.
Leonor teve nove irmãos, entre eles: José, Príncipe Hereditário de Hesse-Rotemburgo, marido de Cristina de Salm; Polixena, rainha da Sardenha como a segunda esposa de Carlos Emanuel III, e mãe, dentre outros, do sucessor do marido, Vítor Amadeu III; Carolina, esposa de Luís IV Henrique de Bourbon-Condé; Cristina, esposa de Luís Vítor, Príncipe de Carignano, e mãe, dentre outros, da famosa Maria Luísa de Saboia-Carignano, amiga próxima da rainha Maria Antonieta, etc.

## Biografia
O pai de Leonor, chefe do ramo católico da Casa de Hesse, tornou-se o governante de Hesse-Rotemburgo em 1725. 
A princesa viajou para Turim, onde sua irmã, Polixena, era a rainha como esposa de Carlos Emanuel III da Sardenha.
No dia 21 de janeiro de 1731, aos 18 anos, Leonor se casou com o primok, João Cristiano de Sulzbach, que fez 31 anos dois dias depois do casamento. Ele era filho de Teodoro Eustáquio do Palatinado-Sulzbach e de Maria Leonor de Hesse-Rotemburgo, tia paterna de Leonor. João Cristiano já havia sido casado anteriormente com Maria Henriqueta de La Tour de Auvérnia, que faleceu em 1728, depois de ter dois filhos.
Em 1732, João Cristiano sucedeu como conde palatino de Sulzbach. Os dois permaneceram casados até a morte dele, em 20 de julho de 1733, com apenas 33 anos de idade. 
A condessa viúva, apesar da idade jovem e falta de descendência, não se casou novamente, e faleceu mais de 20 anos depois do marido, em 23 de maio de 1759, na cidade alemã de Neuburgo do Danúbio.